# بوبلینگین
شهر بوبلینگین در ایالت بادن-وورتمبرگ در کشور آلمان واقع شده است.